# New Salem-Buffington
New Salem-Buffington es un lugar designado por el censo ubicado en el condado de Fayette en el estado estadounidense de Pensilvania. En el año 2000 tenía una población de 808 habitantes y una densidad poblacional de 265 personas por km².

## Geografía
New Salem-Buffington se encuentra ubicado en las coordenadas 39°53′31″N 79°50′16″O / 39.89194, -79.83778.

## Demografía
Según la Oficina del Censo en 2000 los ingresos medios por hogar en la localidad eran de $28,875 y los ingresos medios por familia eran $34,643. Los hombres tenían unos ingresos medios de $21,406 frente a los $16,607 para las mujeres. La renta per cápita para la localidad era de $13,508. Alrededor del 15.5% de la población estaba por debajo del umbral de pobreza.